# Pierino Gavazzi
Piermattia ("Pierino") Gavazzi (Provezze di Provaglio d'Iseo, 4 december 1950) is een voormalig Italiaans wielrenner. Hij behaalde in totaal 62 overwinningen. Opvallend is dat hij in een tijdspanne van 10 jaar (1978-1988) drie maal Italiaans kampioen op de weg werd. Na zijn actieve wielerloopbaan werd Gavazzi ploegleider.
Pierino Gavazzi heeft twee zonen, Nicola Gavazzi en Mattia Gavazzi, die in de jaren 2000 eveneens professioneel wielrenner zijn geweest. 

## Belangrijkste overwinningen
1974
- Etappe in de Ronde van Italië

1975
- 3 etappes in de Catalaanse Week

1977
- Etappe in de Ronde van Italië

1978
- Milaan-Turijn
- Italiaans kampioenschap op de weg, Elite
- Etappe in de Ronde van Romandië
- Etappe in de Ronde van Italië
- Criterium Arma di Taggia

1979
- Trofeo Laigueglia
- Giro della Romagna
- Ronde van Campanië

1980
- Milaan-San Remo
- Parijs-Brussel

1981
- 23e etappe (deel A) Ronde van Italië
- Ronde van Emilië

1982
- Italiaans kampioenschap op de weg, Elite
- Ronde van Emilië
- etappe in de Ronde van Zwitserland

1983
- Ronde van Reggio Calabria

1984
- Giro della Romagna

1985
- Trofeo Matteotti

1988
- Italiaans kampioenschap op de weg, Elite

1989
- Trofeo Laigueglia

## Resultaten in voornaamste wedstrijden
| Jaar | Ronde van Italië | Ronde van Frankrijk | Ronde van Spanje |
| ---- | ---------------- | ------------------- | ---------------- |
| 1973 | 85e              |                     |                  |
| 1974 | opgave (1)       |                     |                  |
| 1975 | 52e              | opgave              |                  |
| 1976 | 68e              | 63e                 |                  |
| 1977 | 80e (1)          |                     |                  |
| 1978 | 63e (1)          |                     |                  |
| 1979 | 50e              |                     |                  |
| 1980 | 56e (1)          |                     |                  |
| 1981 | 64e (1)          |                     |                  |
| 1982 | opgave           |                     |                  |
| 1983 | 98e              |                     |                  |
| 1984 | 64e              |                     |                  |
| 1985 | 48e              |                     |                  |
| 1986 | 106e             |                     |                  |
| 1987 | 71e              |                     |                  |
| 1988 | 67e              |                     |                  |
| 1990 | opgave           |                     |                  |

| Jaar | Milaan-San Remo | Gent-Wevelgem | Ronde van Vlaanderen | Parijs-Roubaix | Amstel Gold Race | Luik-Bast.‑Luik | Ronde van Lombardije | Parijs-Brussel | Parijs-Tours | Rund um den Henninger-Turm |  | WK op de weg |  | Wereldranglijsten |
| ---- | --------------- | ------------- | -------------------- | -------------- | ---------------- | --------------- | -------------------- | -------------- | ------------ | -------------------------- |  | ------------ |  | ----------------- |
| 1973 | 125e            |               |                      |                |                  |                 |                      |                |              |                            |  |              |  |                   |
| 1974 |                 | 72e           |                      |                |                  |                 |                      |                |              |                            |  |              |  |                   |
| 1975 | 34e             |               |                      |                | 29e              |                 |                      |                |              |                            |  |              |  |                   |
| 1976 | 19e             |               |                      |                |                  | 17e             |                      |                |              |                            |  |              |  |                   |
| 1977 | 6e              | 9e            |                      |                |                  |                 |                      |                |              |                            |  |              |  |                   |
| 1978 | 26e             |               |                      |                |                  |                 |                      |                |              |                            |  | 20e          |  |                   |
| 1979 | 52e             |               |                      |                |                  |                 | 17e                  |                |              |                            |  |              |  |                   |
| 1980 | ↑               |               |                      |                |                  |                 |                      | Goud           | 13e          |                            |  | opgave       |  | 20e (SPP)         |
| 1981 | 10e             |               | 16e                  |                | 8e               |                 | 27e                  | 9e             |              |                            |  | 10e          |  |                   |
| 1982 |                 |               |                      |                |                  |                 | 41e                  | 39e            | ↑            |                            |  | 9e           |  |                   |
| 1983 |                 | 7e            |                      | 25e            |                  |                 |                      |                |              |                            |  |              |  |                   |
| 1984 | 24e             | Brons         | 33e                  |                |                  |                 | 32e                  | 5e             | 4e           | 4e                         |  | 28e          |  |                   |
| 1985 | 11e             |               |                      |                |                  |                 |                      | ↑              |              |                            |  | 19e          |  |                   |
| 1986 | 65e             |               |                      |                |                  |                 |                      | 5e             | 16e          |                            |  |              |  |                   |
| 1987 | 21e             | 64e           | 61e                  |                |                  |                 |                      |                |              | 26e                        |  | opgave       |  |                   |
| 1988 |                 |               |                      |                |                  |                 |                      |                |              |                            |  |              |  |                   |
| 1990 |                 |               |                      |                |                  |                 |                      |                |              |                            |  |              |  |                   |